# Tratakà

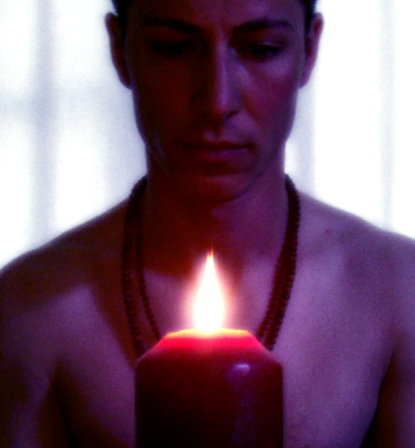

Tratakà (en sànscrit त्राटक, 'observar' o 'contemplar') és la pràctica que consisteix a mirar fixament un objecte extern. Aquesta observació fixa és un mètode de meditació que consisteix a concentrar-se en un sol punt, tal com un objecte petit, un punt negre o la flama d'una espelma. Es fa servir en ioga com una forma de desenvolupar la concentració, enfortir els ulls i estimular el txakra ajna (el tercer ull).

## Propòsit
Com una forma alternativa de meditació centrada en l'observació, el tratakà és la tècnica dels sadhakes (aspirants espirituals), de la qual s'al·lega que desenvolupa poders psíquics. Amb la possibilitat d'acabar amb la inquietud dels ulls mitjançant l'observació d'alguna cosa, mitjançant l'observació fixa, arriba a un punt en què la ment inquieta pot arribar a aquietar-se. Es diu que el tratakà millora la capacitat de concentració, incrementa el poder de la memòria i permet la ment d'estar en un estat de concentració, atenció i consciència determinat. Aquest exercici actua sobre els centres de l'olfacte i de la vista, estimulant així el sistema nerviós. Es diu també que controla el cos ciliar (acte reflex) i estimula la glàndula pineal.

## Descripció
El tratakà es pot practicar de dues formes. En la primera, el practicant fixa l'atenció en un símbol o yantra, com l'om, un punt negre o la imatge d'alguna deïtat, i l'observa de fit a fit, parant atenció a cada pensament i sentiment a mesura que van sorgint, deixant que se'n vagin de la ment, perquè així la ment absorbeixi per complet la concentració en el símbol.
La segona pràctica és fixar la mirada en la flama d'una espelma. La pràctica és la mateixa que l'anterior però amb la diferència que hem d'aguantar fins que els ulls comencin a aigualir-se, després els ulls s'han de tancar, i el ioguista tracta de concentrar-se en la imatge subseqüent, i mantenir-hi la concentració tot el temps possible. Al principi seria una vertadera imatge posterior, però després existiria només en l'ull de la ment, i l'exercici de concentració consistiria a mantenir l'atenció tot el temps possible.